# Josef Fischer (Politiker, 1906)
Josef Fischer (* 2. September 1906 in Dießen am Ammersee; † 8. Januar 1976 in Ulm) war ein deutscher Politiker der BVP und der CSU.

## Leben und Beruf
Fischer begann nach dem Besuch der Volksschule die Lehre zum Schreiner, musste diese aber aus gesundheitlichen Gründen abbrechen. Danach war ab 1923 in der Augsburger Industrie tätig, ab 1930 als kaufmännischer Angestellter. Als Vertreter der Katholischen Arbeiterbewegung und der Christlichen Gewerkschaft, der er sich bereits 1925 anschloss, wurde er später zum Betriebsrat berufen und übte diese Funktion bis 1933 aus. 1947 wurde er zum Arbeitsgerichtsrat berufen. Von 1952 bis 1972 war er Direktor des Augsburger Papierherstellers Haindl-Papier.

## Politik
Während er vor dem Krieg Mitglied der BVP gewesen war, wurde Fischer 1945 Gründungsmitglied der CSU in der Stadt und im Landkreis Augsburg. Innerhalb der Partei wurde er 1947 zum Vorsitzenden der Bezirksverbände für Augsburg (bis 1965) und Schwaben (bis 1949) berufen, außerdem gehörte er bis 1964 dem Landesvorstand der CSU an. Im Oktober 1945 wurde er Mitglied des Augsburger Stadtbeirats, danach saß er zwei Jahre lang im Augsburger Stadtrat. Bei der Landtagswahl 1946 wurde er in den Bayerischen Landtag gewählt, dem er eine Wahlperiode lang bis 1950 angehörte. Ab 1954 war er Mitglied des Bezirkstags von Schwaben, später wurde er dort zum Bezirkstagspräsidenten gewählt.